# Castelo Eglinton

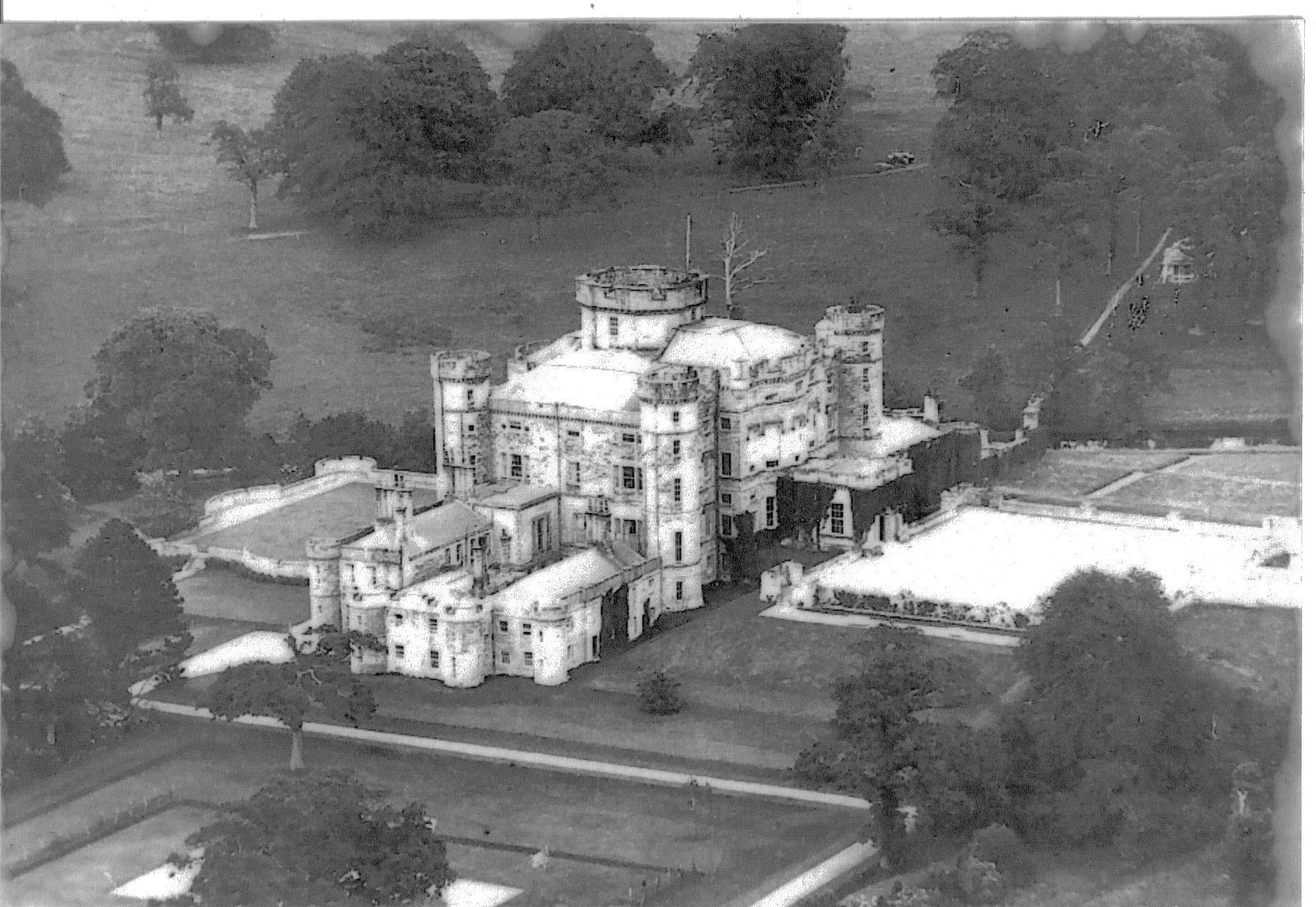
Castelo Eglinton, na década de 20.

O Castelo Eglinton (em inglês:  Eglinton Castle) é um castelo do século XVIII atualmente me ruínas localizado em Kilwinning, South Ayrshire, Escócia.

## História
A sua construção foi iniciada em 1797 pelo arquiteto John Paterson, tendo terminado em 1802, quando o velho castelo foi totalmente demolido. O castelo recente, foi local de residência da família Montgomerie, sendo queimado pelos Cuninghame de Glencairn em 1528.
Após ter-se tornado inabitado pelo exército durante a Segunda Guerra Mundial, o castelo foi mandado explodir na década de 50.
Encontra-se classificado na categoria "C" do "listed building" desde 14 de abril de 1971.